# Munguzi
Munguzi är ett vattendrag i Burundi.   Det ligger i provinsen Cibitoke, i den nordvästra delen av landet, 50 km norr om huvudstaden Bujumbura.
Omgivningarna runt Munguzi är en mosaik av jordbruksmark och naturlig växtlighet. Runt Munguzi är det tätbefolkat, med 383 invånare per kvadratkilometer.